# Braziliaanse Academie voor Wetenschappen
De Braziliaanse Academie voor Wetenschappen (Portugees: Academia Brasileira de Ciências, ABC) is de nationale academie van Brazilië. De academie werd in 1916 opgericht in Rio de Janeiro, de toenmalige hoofdstad van het land.

## Leden
Enkele bekende leden zijn:
- Alain Meunier
- Amir Ordacgi Caldeira
- Aziz Nacib Ab'Saber
- Cândido Firmino de Mello-Leitão
- Carl Djerassi
- Charles D. Michener
- Chen Ning Yang
- Chintamani Nagesa Ramachandra Rao
- Claude Cohen-Tannoudji
- Constantino Tsallis
- Crodowaldo Pavan
- D. Allan Bromley
- David Goldstein
- David Henry Peter Maybury-Lewis
- Eduardo Moacyr Krieger
- Eduardo Oswaldo Cruz
- Ernst Wolfgang Hamburger
- Harold Max Rosenberg
- Henry Taube
- Jayme Tiomno
- Jean-Christophe Yoccoz
- Jens Martin Knudsen
- John Campbell Brown
- José Goldemberg
- José Leite Lopes
- Luiz Pinguelli Rosa
- Marco Antonio Zago
- Marcos Moshinsky
- Maurício Rocha e Silva
- Mayana Zatz
- Mildred S. Dresselhaus
- Nicole Marthe Le Douarin
- Norman Ernest Borlaug
- Nuno Alvares Pereira
- Oscar Sala
- Oswaldo Frota-Pessoa
- Ghillean Prance
- Peter Raven
- Pierre Gilles de Gennes
- Ricardo Renzo Brentani
- Richard Darwin Keynes
- Richard Williams
- Sérgio Henrique Ferreira
- Simon Schwartzman
- Stanley Kirschner
- Warwick Estevam Kerr
- William Sefton Fyfe